# Straße des 17. Juni
La Straße des 17. Juni ("Via del 17 giugno") è un grande viale di Berlino, in Germania.
È il proseguimento dell'Unter den Linden, e collega la Porta di Brandeburgo alla Ernst-Reuter-Platz, attraversando il Großer Tiergarten per tutta la sua lunghezza.
È parte delle strade federali B 2 e B 5.

## Storia
La strada fu aperta nel 1697, in prosecuzione dell'Unter den Linden, per collegare Berlino a Charlottenburg, allora città indipendente sede di un grande castello.
Portò inizialmente il nome di Charlottenburger Chaussee nel tratto berlinese (dalla Porta di Brandeburgo alla ferrovia), e oltre, nel tratto in territorio di Charlottenburg, il nome di Berliner Straße.
Nella seconda metà degli anni trenta la strada fu interessata da lavori di ricostruzione, finalizzati alla realizzazione del grande "Asse Est-Ovest" della capitale. La sezione stradale fu perciò allargata, e la Colonna della Vittoria (Siegessäule) spostata al centro del rondò chiamato Großer Stern.
Nel 1953 l'intera strada fu ribattezzata in Straße des 17. Juni per commemorare i moti operai di Berlino Est del 17 giugno dello stesso anno. La decisione di rinominare la strada fu presa dal senato di Berlino Ovest immediatamente dopo i fatti, il 22 giugno per la Charlottenburger Chaussee, e il 3 novembre per la Berliner Straße. La stessa data del 17 giugno divenne giorno di commemorazione nella Germania Ovest.
L'erezione del muro di Berlino (13 agosto 1961) comportò l'interruzione della prospettiva viaria con la Porta di Brandeburgo e l'Unter den Linden per i successivi 28 anni. In seguito alla demolizione del muro e alla successiva riunificazione tedesca, l'asse è tornato al suo antico splendore.